# Cavedago
Cavedago es una comune italiana situada en la provincia autónoma de Trento, en Trentino-Alto Adigio. Tiene una población estimada, a fines de agosto de 2022, de 558 habitantes.
Si bien conserva su identidad rural, es una localidad en crecimiento debido a su proximidad a los centros turísticos. Tiene hoteles, albergues y muchos apartamentos.

## Evolución demográfica
| Gráfica de evolución demográfica de Cavedago entre 1861 y 2022 |
|                                                                |
| Fuente: ISTAT - Elaboración gráfica de Wikipedia               |